# منح الصلح

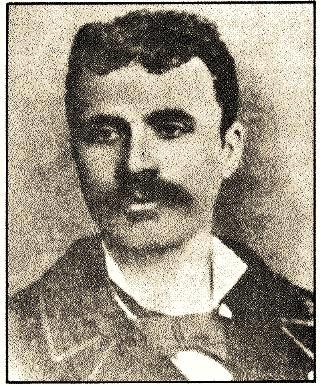
منح أحمد بك الصلح
شقيق رضا الصلح

مُنح أحمد الصلح (... - 1921)، لعب دورا سياسيا في أواخر القرن التاسع عشر وأوائل القرن العشرين، وكان معاونا لوالده أحمد باشا الصلح في سياساته وعلاقاته الواسعة، وقد اعتبره بعض المؤرخين العقل المدبر لكثير من شوؤن الإنماء والتحرك السياسي والنزعات العربية الاستقلالية التي برزت عند والده. ومن مآثره أنه كان من مؤسسي جمعية المقاصد الإسلامية في صيدا وبفضله بنيت مدرسة الفنون الإنجيلية فيها، ورخّص ببناء دير المخلص على أرض قدمها آل جنبلاط قرب بلدة جون.

## أسرته

### والده
أحمد باشا الصلح (المتوفى عام 1893).

### أشقاؤه
- رضا الصلح: والد رياض الصلح
- كامل بك الصلح: رئيس محكمة استئناف دمشق.

### أبناؤه
له أربعة أبناء هم: 
- عادل منح الصلح، رئيس مجلس بلدية بيروت، ووالد منح الصلح الثاني المفكر السياسي اللبناني المعاصر.
- تقي الدين منح الصلح، رئيس حكومة لبنان الأسبق.
- عماد منح الصلح.
- كاظم منح الصلح (1905–1976) مؤسس حزب النداء القومي وصحيفة النداء عام 1930، كما أصبح سفيراً ونائباً، وواضع الوثيقة التاريخية عام 1936 المعروفة باسم مشكلة الاتصال والانفصال.